# Zonneboself
De zonneboself (Chaetocercus heliodor) is een vogel uit de familie Trochilidae (kolibries).

## Verspreiding en leefgebied
Deze soort komt voor van Venezuela tot westelijk Ecuador en telt twee ondersoorten:
- C. h. heliodor: van westelijk Ecuador tot noordwestelijk Venezuela.
- C. h. cleavesi: noordoostelijk Ecuador.